# Преспанска уклейка
Преспанска уклейка (Alburnus belvica, в местния говор нивичка цирона или циронка, на македонска литературна норма: нивичка циронка) е вид дребна сладководна риба от семейство Шаранови.
Размножава се през май-юни. Служи за храна на много видове птици, които гнездят в района на езерото. Застрашен е от конкуренцията на привнесени в езерото риби.

## Разпространение
Видът е ендемичен за Преспанското езеро.